# ドットコムマスター
ドットコムマスター (.com Master、NTTドコモビジネス インターネット検定 .com Master) は、2001年5月からNTTコミュニケーションズ（現・NTTドコモビジネス）が実施しているインターネットの利用拡大を目的とした民間資格試験である。
現在は、「.com Master ADVANCE（アドバンス）」と「.com Master BASIC（ベーシック）」の2種類の認定を行っている。上位認定の「.com Master  ADVANCE」 の合格者は同社のインターネットサービスであるOCNの在宅コールセンター業務を行えるなど、実際の仕事で活用できる知識のレベル認定となっている。また、.com Master ADVANCEについては、IPv6普及・高度化推進協議会及び電気通信端末機器審査協会（JATE）による、ネットワーク技術者に求められるIPv6関連技術習得に係る資格試験認定を受けており、ADVANCEの取得者は、公的にIPv6関連技術を有していることを示すことができる。
2021年3月末の段階で、開始当初からの受検申込者数は累計で約48万人に達した。

## 検定区分
- 2013年9月までは、ベーシック、シングルスター（★）、ダブルスター（★★）、トリプルスター（★★★、2012年度に終了）の4検定が行われていた。また、資格名称の後に取得年度が付与されていた。（例：2005年度に取得したダブルスターであれば、「.com Master ★★ 2005」）
- 2013年10月からは、アドバンスとベーシックの２検定が⾏われるように変更されたが、資格名称の後に取得年度は付与されなくなった。また、年に2回（7月と12月）各地の会場で実施されていたマークシート形式であるPBT(Paper Based Testing）の定期検定は廃⽌され、現在では、株式会社シー・ビーティー・ソリューションズの公認テストセンターにおいて、CBT (Computer Based Testing)⽅式で1年を通じて随時実施されている。受検を希望する者は事前に所定の⼿続きを⾏って、指定された試験会場のパソコンを使⽤して受検する。
- CBT⽅式以外の試験形式として、ベーシックは、自宅でも受検可能なインターネット受検、IBT（Internet Based Testing）方式に対応しているが、団体受検の場合は、ベーシック・アドバンスともに、紙上でマークシートに記入するPBT（Paper Based Testing）方式とIBT方式にも対応している。

| 検定区分 | 対象者像 | 出題範囲 | 試験方法 | 合格基準 |
| -------- | --- | --- | --- | --- |
| ADVANCE  | 旧検定のシングルスター～ダブルスター相当程度 - 組織やグループでICTを利用する仕組みを作り、管理できる人材 - 適切にICTを利用でき、他者への利用指導ができる人材 | 次の4分野から出題 - インターネットの基本技術 - インターネットへの接続 - セキュリティ - サービス（Webブラウザとメールクライアント含む）の利用と法律       | 制限時間80分、設問数70問。1,000点満点。 シングルスターレベルの問題（50問/700点）、ダブルスターレベルの問題（20問/300点） から構成される。 | 得点に応じ、不合格／シングルスター認定／ダブルスター認定のいずれかに分類される。 シングルスター認定の条件 - シングルスターレベル50問700点満点中、420点以上（得点率：60%）。 - 但し、分野別で最低得点（基準点）以上を取得していること。 ダブルスター認定の条件 - 70問1,000点満点中、700点以上（得点率：70%）。 - シングルスター認定の条件を満たしていること。 |
| BASIC    | 生活や仕事でインターネットを利用するすべての人 （学生・新社会人・パソコン初心者等）                                                                          | 次の5分野から出題 - インターネットの利用 - インターネットの利用を支える技術 - インターネットの接続 - セキュリティ - インターネットを取り巻く法律とモラル | 制限時間45分、設問数50問。100点満点。 | 合格条件 70点以上（得点率：70％）で合格。 |

## 旧検定（2013年9月まで）と新検定（2013年10月以降）の違い
- 新検定は旧検定と比べ試験時間が大幅に短くなり、設問数も大幅に減少した。
- 旧検定においては分野別および総合得点が、5段階評価（★～★★★★★）のみで表されていたが、新検定では1点（％）単位で分かるようになった。
- 新検定は、より最新のトレンド（IPv6・クラウド・モバイル等）を反映した出題がなされるようになった。
- 旧検定のトリプルスターに相当する試験が、新検定では撤廃された。

## 導入事例
- 大学や専⾨学校においては基礎的な情報教育の教材として、企業などでは、新入社員の教育やIT技術者育成のための推奨資格として、様々な領域で導⼊されている。

## 備考
- 在宅コールセンター業務はNTTドコモビジネスの子会社であるNTTコムチェオにより実施されている。NTTコムチェオでは、在宅コールセンターのオペレータ採用に際し、インターネット検定の資格保持者であることを応募条件としている[2]。
- インターネット検定ドットコムマスターを使用した京都大学とNTTコミュニケーションズ（現・NTTドコモビジネス）の研究が、大学ICT推進協議会 (AXIES) で最優秀論文賞を受賞している[3]。